# Colonel Jack
Colonel Jack est un roman écrit par Daniel Defoe (1660-1731) et  publié à l'extrême fin de 1722, l'année la plus productive de Defoe en littérature. Le titre original en était en anglais « The History and Remarkable Life of the truly Honourable Col. Jacque, commonly call'd Col. Jack, who was Born a Gentleman, put 'Prentice to a Pick−Pocket, was Six and Twenty Years a Thief, and then Kidnapp'd to Virginia, Came back a Merchant; was Five times married to Four Whores; went into the Wars, behav'd bravely, got Preferment, was made Colonel of a Regiment, came over, and fled with the Chevalier, is still abroad compleating a Life of Wonders, and resolves to dye a General ».
Le succès du roman fut instantané, et une deuxième édition préparée dès le mois suivant, enfin une troisième en 1724. Les critiques ont parfois mis cet engouement sur le compte de la prodigieuse réussite de Moll Flanders, le best-seller de 1722, car Colonel Jack en répète certains thèmes, celui de la rue, de la vie coloniale, ou encore celui des complications maritales, encore que le point de vue soit différent d'un roman à l'autre.
Aujourd'hui, Colonel Jack a perdu en réputation par rapport à Moll Flanders, mais demeure un roman important dans l'œuvre de Defoe et dans la littérature du XVIIIe siècle. Il ressortit à la forme picaresque et traite de la malhonnêteté et de la délinquance, au même titre que ces prédécesseurs et successeurs, avec intercalé entre eux en mars 1722, A Journal of the Plague Year (Journal de l'année de la peste), compte rendu de la grande peste qui a ravagé Londres en 1665.
À l'instar des autres héros de Defoe, colonel Jack se voit placé dans des circonstances exceptionnelles et reste une personne solitaire menant une lutte personnelle pour survivre dans une société qui le rejette et contre laquelle il s'insurge en rebelle. Bien que s'étant réformé après vingt-six ans de délinquance, il s'inscrit dans la catégorie des grands criminels de l'histoire littéraire, mais sa préoccupation majeure, et c'est-là l'un des thèmes centraux du roman, aura été de gagner le statut de « gentleman », ce qui donne à Defoe l'occasion de traiter avec ambiguïté son ascension sociale, car il est parfois difficile de déterminer si elle relève du mode exemplaire ou ironique.
D'autre part, le roman pose d'un certain point de vue le problème de l'esclavage puisque Jack devient lui-même, après avoir été enlevé, esclave dans une plantation coloniale de Virginie et, seul blanc parmi des Africains qu'il a en pris en estime, propose des méthodes d'exploitation de ce capital de main-d'œuvre d'un caractère nouveau et quasi révolutionnaire. À ce titre, Defoe peut être considéré comme l'un des pionniers de la lutte contre cette institution dont il dénonce par procuration les abus et même l'existence.

## Personnages
- Colonel Jacque, appelé Colonel Jack.
- Captain Jack, frère de lait de Colonel Jack. Spirituel, intelligent, il se voue au mal et initie Jack à l'art de faire les poches des badauds. Il se rebelle contre l'esclavage sous contrat (indentured servitude), s'enfuit en Angleterre pour reprendre son commerce criminel et finit à la potence.
- Will, pickpocket associé à Colonel Jack dans l'exercice de leur activité délinquante. Will est plus qu'un petit voleur, mais un criminel qui n'hésite pas à tuer. Il sera pendu à la prison de Newgate, ce qui attristera Colonel Jack, pourtant conscient de la gravité de ses agissements.
- La première épouse, première femme de Jack, peu fidèle, adepte du jeu et dépensière. Bien plus tard, elle réapparaît en pénitente désireuse de devenir la domestique. Colonel Jack l'épouse à nouveau et le reste de leur vie se passe dans le bonheur conjugal.
- La deuxième épouse, fille d'un aubergiste italien, elle aussi peu fidèle et dénuée de loyauté.
- La troisième épouse, belle et vertueuse, elle change radicalement, devient alcoolique et finit par se suicider. Elle laisse trois enfants.
- La quatrième épouse, en fait la deuxième que Jack a épousé de nouveau, femme plus âgée qui assure à Jack la vie confortable d'un foyer agréable où les enfants sont excellemment élevés. Elle meurt d'une chute malencontreuse.

## L'intrigue
Au terme d'une vie mouvementée marquée par l'activisme politique, les échecs en affaires et la menace permanente de la faillite personnelle et de la prison, c'est sexagénaire que Daniel Defoe livre, en l'espace de six années, les sept romans qui font de lui le premier des romanciers modernes. Le premier d'entre eux, Robinson Crusoë (1719), a écrasé ses successeurs, mais publié en 1722, la même année que Le journal de l'année de la peste et Moll Flanders, ce Colonel Jack illustre à nouveau les talents de l'auteur.
Colonel Jack prend la forme de mémoires, celle d'un fils du péché, que ses géniteurs abandonnent à une nourrice de campagne. Quand celle-ci décède, le petit Anglais qui n'a même pas de nom — on l'appelle « Colonel », car ses deux frères de lait ont été nommés « Major » et « Captain » —, se retrouve à la rue. Il survit et grandit en sauvageon, illettré, sans famille et sans morale. Pickpocket puis voleur de grand chemin, il devient soldat avant d'être vendu comme serf en Virginie (car, sous statut provisoire d'esclave, on vendait aussi des Européens). Là sera sa chance car, remarqué par un planteur, il deviendra un homme riche. Dans la deuxième moitié du livre, revenu en Europe, il achètera un régiment selon l'usage de l'époque, pour enfin mériter son nom de colonel. Il lui arrivera bien d'autres aventures, notamment avec les femmes, ainsi que des brusques revers de fortune dans le commerce international.
Le livre a tous les attraits des romans d'aventure (et c'en est un, avec pirates, captivités, duels, etc.) alliés à la maîtrise d'un grand artiste. Le tempo est incroyablement allègre, les rebondissements restent savamment négociés, les personnages campés avec un pittoresque consommé, avec d'étonnantes alternances de tempêtes et de moments de désœuvrement pour le héros, de moments dramatiques ou franchement comiques pour le lecteur. Le message est subtilement introduit, à la fois très chrétien et déjà annonciateur des Lumières. Le pardon est la vertu suprême que promeut Defoe, car, dans son ascension, le héros mal né a commis de nombreux méfaits, mais s'est racheté, notamment en traitant bien ses esclaves et ses femmes ; la responsabilité de ses malheurs est bien celle d'une société qui a rejeté l'enfant de l'adultère (comme Tom Jones) dans l'ignominie de la pauvreté et de l'ignorance et se montre dans toutes ses institutions, la justice, l'armée, le commerce, rigoureuse avec le faible et indulgente avec le fort. Qu'il est donc difficile, pour l'homme ordinaire du XVIIIe siècle, de faire son chemin dans la vie et, tout simplement et comme le colonel Jack aspire à le faire à la fin de sa vie, de cultiver paisiblement son jardin.

### Résumé
Colonel Jack est divisé en chapitres mais trouve son équilibre naturel en trois parties d'intérêt inégal. Les deux premières sont haletantes tant s'y bousculent les événements et les aventures ; la troisième, tout en restant intéressante d'un point de vie documentaire et historique, se fait plutôt édificatrice tandis qu'à quelques exceptions près, se languit l'intrigue jusqu'à ce que le roman se termine benoîtement et sans éclats.

#### L'enfance heureuse, chez la nourrice et à la rue

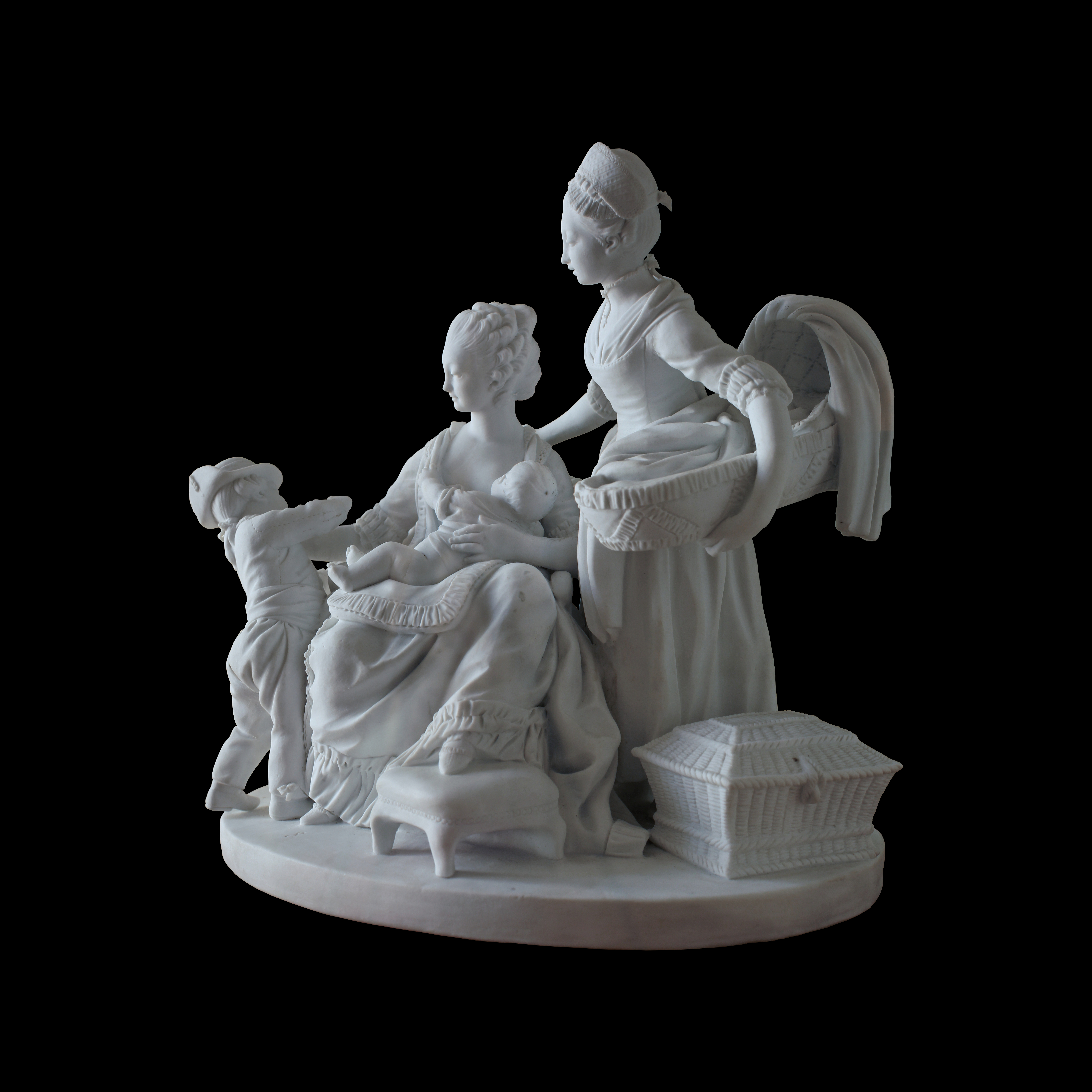
La Nourrice, par Josse-François-Joseph Leriche d'après Louis Boizot.

La première partie, sans doute la plus savoureuse du roman, commence par la naissance de Colonel Jack, fils illégitime de quelque gentleman qui l'éloigne pour ne pas ternir l'honneur de la famille. Le bébé est confié à une nourrice qui a déjà un enfant nommé Jack ; lorsqu'en arrive un troisième, la pauvre femme attribue à chacun un surnom pour s'y reconnaître, et c'est ainsi que s'élèvent ensemble Major, Colonel et Captain Jack.
À la mort de la bonne nourrice, qui a fait de son mieux avec ses pauvres ressources pour s'occuper de ses pensionnaires, les voici jetés à la rue, condamnés à la mendicité pour survivre et dormant dans la suie rejetée par un verrier, vie qui les satisfait d'ailleurs pleinement. Les Jack affirment leur caractère : le Major s'avère confiant, joyeux mais facilement influençable, le Capitaine devient de plus en plus dur et brutal, tandis que le Colonel fait montre d'intelligence et de générosité, mais aussi d'une grande naïveté.

#### La délinquance
La délinquance les entraîne bientôt sur le mauvais chemin où chacun choisit sa voie ; le Major et le Colonel se tournent vers divers pickpockets dont ils se font les apprentis, tandis que le Capitaine rejoint un gang de ravisseurs. Pour le héros, il n'y a là, à ce stade, que matière à gagner sa vie à la sueur de son front, ce qu'il fait avec beaucoup d'application. Le Major disparaît plus ou moins de la scène, et après vingt-six années, le Colonel change de branche et s'agrège à un groupe de bandits de grand chemin, mais révulsé par le dépouillement d'une vieille dame, à laquelle il va rendre son argent avec intérêt, il décide de rompre avec sa vie de délinquant et de s'engager dans l'armée.
C'est alors que le Capitaine réapparaît car il est recherché par la police, et les deux frères prennent la fuite vers l'Écosse, encore que le Colonel ressente quelque amertume à constater que son frère est incapable de retenir ses pulsions criminelles. Cernés en Écosse, les deux fuyards prennent un bateau qu'ils croient être à destination de Londres, mais qui s'avère voguer vers la Virginie où ils sont immédiatement placés comme indentured servants, c'est-à-dire avec le statut d'esclaves blancs à titre temporaire,.
Le moment est venu pour le Capitaine de quitter l'histoire et de n'y plus jamais revenir. Aussi, Defoe l'expulse-t-il de l'espace diégétique de son roman.

#### L'Amérique

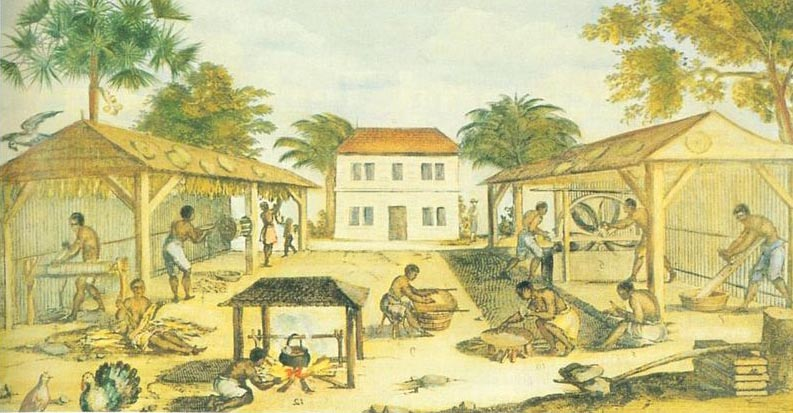
Esclaves travaillant le tabac en Virginie, 1670.

En cette deuxième partie, l'intérêt se porte vers la description des esclaves blancs, du sort des criminels et des prostituées placés avec une petite terre à cultiver, de la réussite de quelques anciens forçats. De plus, le Colonel se mue en observateur et en juge : alors que les esclaves blancs, destinés à partir un jour, peuvent être raisonnablement persuadés d'obéir, les noirs, asservis à vie, ne connaissent que le fouet. Jack fait une découverte révolutionnaire : s'il traite les noirs comme des êtres humains normaux, ils réagiront de même, avec respect et sans se livrer, ainsi qu'en va la légende, à des facéties ou des moqueries derrière son dos.
Mais l'histoire bascule, car le Colonel est libéré et devient vite un riche propriétaire terrien qui prospère dans le commerce, se voue aussi à la religion, puis, contre toute attente, décide de retourner en Angleterre d'où il est obligé de fuir pour avoir attaqué l'amant de sa femme peu après l'avoir épousée. En France, il s'engage dans les armées du roi et guerroie contre ses compatriotes. Après quelques campagnes, Colonel jack se marie plusieurs fois et s'en revient dans sa plantation où, grâce à des démêlés d'affaire houleux avec des Espagnols, il triple sa fortune. Enfin, soucieux de mener une vie d'homme de bien, Jack sollicite le pardon de la couronne britannique, puis s'installe dans son pays et y écrit l'histoire de sa vie de violence dans l'espoir d'édifier ses lecteurs, de les persuader de la bonté de Dieu à laquelle il doit son salut, et ainsi de les inciter à devenir de bons chrétiens.
Ainsi se termine le roman qui s'éteint doucement sans soubresauts, Jack exprimant l'intention de se rendre à Cádiz, puis à Londres où le rejoindra sa dernière épouse.

### Analyse
Deux romans à succès en la même année 1722, Moll Flanders, puis Colonel Jack font qu'ils restent groupés dans l'esprit de beaucoup de lecteurs. Cette association se manifeste très tôt :
| « En bas à la cuisine, les braves Dick et Doll Étudient Colonel jack et Flanders Moll » |  | « Down in the kitchen, honest Dick and Doll Are studying Colonel Jack and Flanders Moll » |

Et deux années plus tôt, un roman anonyme (1727 contient la remarque que « Robinson Crusoe, Moll Flanders et Colonel Jack ont eu leurs admirateurs parmi les moins distingués des lecteurs »,.
Aujourd'hui, Colonel Jack ne jouit plus de la même estime que Moll Flanders, peut-être en raison de la manière dont il a été conçu et réalisé.

#### Incohérences factuelles
La page de titre, vraisemblablement composée avant que le roman ne soit terminé, ne correspond pas à son contenu ; l'ordonnance du livre porte la marque de la hâte, des incohérences factuelles s'accumulent au fil des pages ; la séquence temporelle n'a rien de fiable et selon David Roberts, « ne s'explique que par des techniques plus familières à l'analyse du théâtre épique », ; de plus, le retour de situations avec un air de déjà vu donne à l'ensemble l'aspect d'un amalgame des genres préalablement pratiqués par Defoe et « il ne se trouvera que bien peu de gens pour ne pas admettre que parmi les œuvres d'un auteur dont le manque d'ordre est de notoriété publique, ce roman est le plus désordonné de tous »,.

#### Affirmation de la compétence du narrateur
Pourtant, Jack paraît dès le début confiant et, en apparence du moins, discipliné comme narrateur conscient que son histoire se doit de gagner la faveur du public malgré la pléthore d'ouvrages concurrents qui encombrent le marché littéraire. Déjà, il informe le lecteur qu'à quatorze ans, il est au courant des affaires du monde, une « sorte d'historien, en somme », bien plus personnellement averti que ce qu'offrent les livres d'histoire (the histories of those times) ; et c'est à longueur de pages qu'il répète que tout sera traité « à sa place « (in its place). Le sujet, c'est lui-même, affirme-t-il, et de fait, peu de personnages sont nommés ou alors restent « ma femme », « mon maître », etc. L'éditeur fictif fait remarquer que l'ouvrage n'a nul besoin de préface, manière d'en vanter l'excellence, mais aussi de contenir le matériau dans ses propres limites, sans laisser les histoires qui en sont issues prendre le pas sur lui, l'histoire de la mère du héros se trouvant comme phagocytée par le sujet principal, ou encore, lors du voyage vers le Nord avec Captain Jack, les frasques de ce dernier, faire les poches et voler des chevaux, se voyant limitées « à ce qui se rapporte à notre voyage »,,. D'ailleurs, dès la disparition temporaire de ce compagnon embarrassant, un mois à Édimbourg, Colonel Jack se dépêche de se réformer, restituant un cheval à son propriétaire, suivant des cours pour apprendre à lire et écrire, et même se trouvant un emploi. Le vrai sujet du roman, la fructification de ses principes d'honnêteté innés, ne peut prospérer que s'il reste le seul centre d'attraction. Aussi, en tant que narrateur, Jack expulse-t-il l'histoire de son frère — dont l'importance pourrait faire ombre à la sienne — de l'espace diégétique. D'après David Roberts, il y a là une conscience narrative au plus haut degré qui génère parfois cette allure de désordre, de fabrication transparente : c'est le travail d'« un homme fatigué », ajoute-t-il, état qui se manifeste dans les excès de contrôle comme dans les changements de direction abrupts qui caractérisent les dernières parties du roman.

#### Un personnage maître de son destin?
Malgré ce désordre, certains aspects de Colonel Jack représentent une avancée substantielle par rapport à ses prédécesseurs. Il a été dit et répété que Defoe entendait mettre en évidence les circonstances qui « par nécessité, fabriquent un voleur »,, mais l'éditeur a repris cet extrait de la préface pour en nier l'utilité et même l'accuser de nuire au roman. Jack ne s'est pas laissé entraîner par n'importe qui dans le commerce du pickpocket, il a attendu de rencontrer un être exceptionnel, exquis, avec de l'ambition : c'est Will qui évoque « des sommes considérables », parle en termes d'actions, d'obligations, de capital, d'associés, de compagnies, de bourse des valeurs, comme il est fait dans les hautes sphères des affaires licites,. Alors il se sent enfin un homme pour avoir « une poche où mettre son argent »,,.

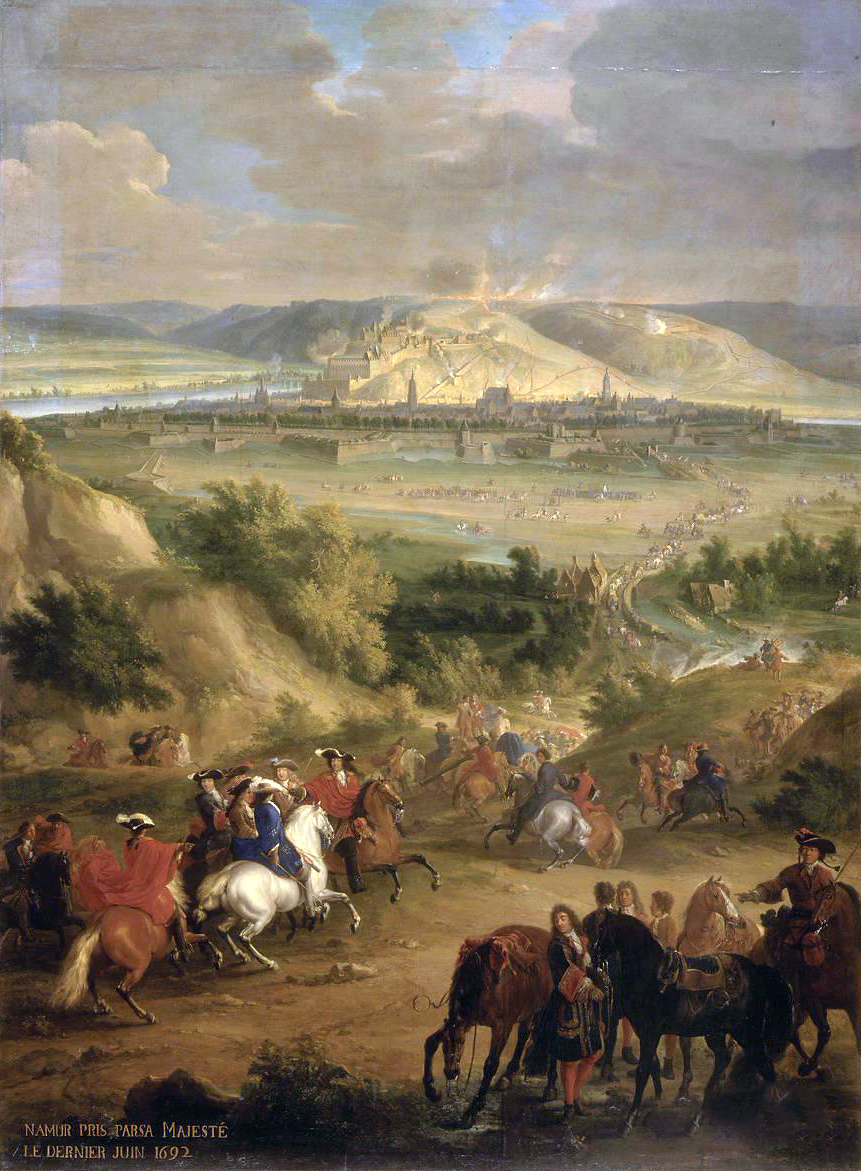
Le Siège de Namur de 1692 peint par Jean-Baptiste Martin le vieux.

Ainsi, la vie délinquante de Jack commence non pas tant par nécessité que pour se prouver qu'il est un homme aux yeux de celui qui est devenu son maître. De fait, Jack progresse d'un maître à l'autre, accédant lui-même à ce statut en cours de route. D'abord Will, le tuteur, puis c'est au tour du grand maître de la plantation de Virginie, décrit comme un « juge », mais faillible, qui s'efforce de promouvoir Jack à « mieux que maître » (better than Master). À la fin, Jack lui-même prospère planteur, engage les services d'un déporté pour lui servir de précepteur. Les premières leçons consistent à enseigner l'art et la manière d'être un gentleman, d'abord avec le suprême sésame qu'est le latin, vite remplacé, il est vrai, par la religion, elle-même supplantée par les chroniques des batailles militaires, ce qui expédie à nouveau le héros en Europe pour suivre la Guerre de la Ligue d'Augsbourg,.
Et c'est seulement à la fin du roman qu'il informe le lecteur qu'en pénitence pour « ses vingt-quatre années de légèreté et de perversion prodigue »,, une main secourable l'a conduit à comprendre « la chaîne de causes et de conséquences »,, improvisation, selon David Roberts, peu conforme aux impressions du lecteur à la lecture de ce qui précède.

## Thématique

### Le thème de l'argent
Le verbe to tell se retrouve très souvent dans les romans de Defoe, y compris Colonel Jack.

#### Raconter et compter
Deidre Shauna Lynch rappelle qu'au XVIIIe siècle les histoires, mais aussi l'argent, les stocks, les cargaisons nécessitaient le telling, c'est-à-dire non seulement le « raconter » mais le « compter ». The Oxford English Dictionary rappelle à ce sujet un épisode du roman s'étant déroulé pendant la jeunesse du protagoniste : Jack réclame une récompense à un gentleman que son mentor et lui avaient volé quelques instants auparavant et à qui il venait de remettre le butin et il écrit told the money into my hand (« compta l'argent dans ma main ») et plus tard, il utilise le même verbe à propos des marchandises abandonnées par son frère de lait Capitaine Jack, s'exclamant what his cargo amounted to, I knew not, for I never told it (« à combien se montait le butin, je ne le savais pas, car je ne l'ai jamais compté »).

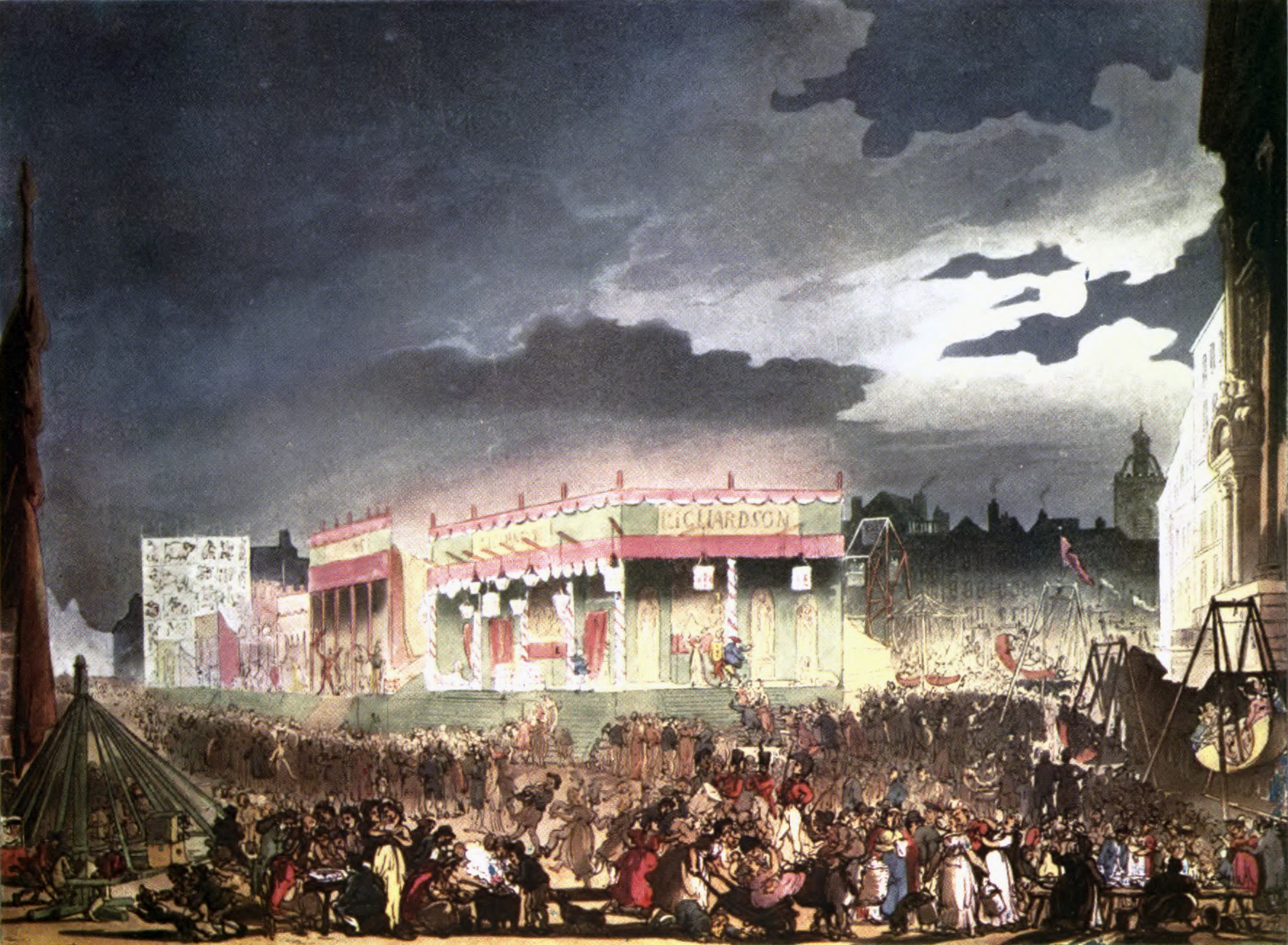
Bartholomew Fair en 1808.

Aussi bien les lexicographes que les critiques ont été intrigués par ce synonyme de « compter », « calculer », « faire l'inventaire » et rappellent avec quelle insistance Colonel jack, presque quarante ans après les faits, reste capable de se rappeler le bilan exact d'une expédition à Bartholomew Fair, dont voici un simple et court extrait, :
| « I) Un mouchoir blanc piqué à une fille de la campagne pendant qu'elle regardait un jackpudding (un clown), plus 3s. 6d., et une barre d'épingles attachée à un bout. II) Un mouchoir de couleur tiré de la poche d'un jeune de la campagne tandis qu'il achetait une orange de Chine. III) Une bourse à ruban avec 11s. 3d. et un dé à coudre en argent, tirés de la poche d'une jeune femme, au moment où un jeune homme lui offrait de l'accompagner », etc. | « 1. A white handkerchief from a country wench, as she was starting up at a jack-pudding ; there was 3s. 6d. and a row of pins tied up in one end of it. 2. A coloured handkerchief, out of a young country fellow's pocket as he was buying a China orange. 3. A ribband purse with lis. 3d. and a silver thimble in it, out of a young woman's pocket, just as a fellow offered to pick her up », etc. |

De tels détails montrent d'abord que les orphelins en guenilles, les rejetés, les femmes abandonnées de la fiction de Defoe, partant de rien, parviennent à la fortune par une attention scrupuleuse de leurs acquis, si minimes fussent-ils. Tel est le cas de Colonel Jack qui voit dans cette attitude non seulement une saine gestion de ses finances, mais aussi un garant de son état spirituel et moral. Ainsi, les livres de compte sont livrés à l'inspection du lecteur qui se trouve invité à en faire un audit, avec factures traduites si nécessaire, alors que chacun raconte les fruits de ses activités mercantiles ou de piraterie. De plus, cette accumulation de détails concernant de petits objets ou de la menue monnaie, apparemment choisis au hasard par un narrateur terre à terre, donne au récit un cachet d'authenticité proche du réaliste.

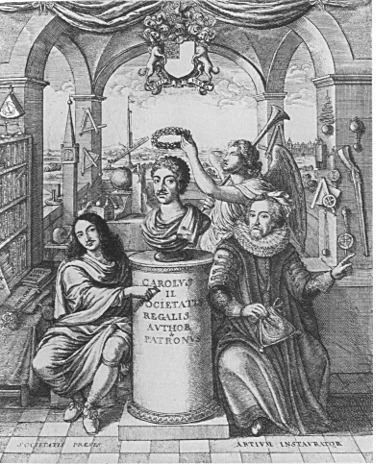
Frontispice de lHistoire de la Royal Society de Londres de Thomas Sprat, 1667.

D'autre part, le fait que le The Oxford English Dictionary associe la fiction de Defoe avec l'énumération et le calcul identifie le style du narrateur à la manière que préconisait Thomas Sprat (1635-1713) en 1667 à propos de la Royal Society de Londres qui avait fait le choix d'éviter la langue des intellectuels et des lettrés (Wits and Scholars) pour adopter celle des marchands usant « pratiquement d'autant de mots qu'il existe d'objets à décrire »,, De fait, les histoires de Defoe, Colonel Jack y compris, sont dites par des narrateurs assez peu versés dans l'art de la rhétorique, à la différence de ceux de Henry Fielding, et s'ils pratiquent l'ironie, c'est presque toujours à leur insu et avec eux-mêmes pour cibles inconscientes. Alors, au lecteur de faire la différence entre le subjectif, l'émotionnel et le moral et ce qui est matériellement quantifiable, l'argent en poche et à la banque, les narrateurs eux, n'y parvenant que rarement. À ce titre, Defoe a peu de rivaux dans l'histoire du roman, et certains critiques qui admirent son adresse à valoriser l'argent de façon si minutieuse se demandent si elle ne révèle pas, au-delà du personnage-narrateur, une tournure d'esprit partagée par l'auteur.
Une explication historique à cette attention au détail de l'argent a été proposée par l'historienne Deborah Valenze qui souligne qu'à l'époque, en raison du chaos monétaire, acheter et vendre réclamaient une virtuosité technique très particulière. L'argent, guinées, livres, shillings, pence, sans compter les billets à l'ordre et lettres de change, pouvait changer de valeur de ville en ville, avoir cours ici et pas là, acheter certaines marchandises et pas d'autres, de préférence payées en boisseaux de blé ou heures de travail. Ces incohérences expliqueraient l'aveu du jeune jack plaidant qu'il était incapable de connaître la valeur exacte de son butin et de la récompense après qu'il l'a rendu, par exemple qu'il n'avait aucune idée de ce qu'était une guinée (1£1s).

#### L'érotisme de l'argent
|  |  |  |  |  | George II 1727–1760 |  |  | George III 1760–1820 |  |

Il n'empêche que Jack, comme tous les héros et héroïnes de Defoe, Robinson, Singleton, Moll, Roxana, éprouve un plaisir physique à palper les pièces de monnaie, amoureusement caressées, comme glissées telles une source fraîche entre les doigts. Lui aussi est sensible au pouvoir érotique de ces objets ronds et brillants, en particulier les couronnes (5s) et demi-couronnes (2s 6d), même les petites six-pence et three-pence en argent, et joyaux de l'ensemble, les livres et les guinées, et leurs dérivés, deux, cinq ou une demie, toutes en or, le métal dont se parent les belles de la haute société, sans compter les rutilants marks (13s 4d), nobles (6s 8d), shillings et farthings, demi-farthings, quart-farthings, etc., au point que, comme le note Elias Canetti, « les gens aiment à s'imaginer que la pièce de monnaie est une personne »,.

#### L'argent libérateur
Ces pièces de monnaie en viennent à représenter celui qui les possède, le récit révélant, selon Deborah Valenze, une relation complexe, propre à la période, très différente de celle d'aujourd'hui, entre les deux. Defoe a tendance à créer des équivalences entre les gens et les prix, la distinction entre personnes et marchandises échangeables paraissant souvent abolie. Jack, avant de posséder des esclaves, a lui-même été un objet de transaction, transporté à fond de cale à travers l'Atlantique pour ajouter une unité à la force de travail d'un planteur virginien. L'assimilation est telle que l'argent devient comme une excroissance pathologique de soi, ce qu'illustre sa première sortie comme pickpocket : le jeune Jack de quatorze ans revient avec 4 guinées et 14 shillings, soit presque 5£, et il se demande où il va mettre cet argent. Comme il n'a ni boite ni tiroir où le cacher et que sa poche est pleine de trous, il décide de garder les shillings dans une main et de dissimuler les guinées dans sa chaussure. La main devient comme tétanisée par la crispation et le soulier se fait douloureux au point qu'il ne peut plus avancer. L'argent a fini par le paralyser, il s’assoit et pleure, vaguement conscient que cette part rapportée de lui-même devra être extirpée dans la douleur comme une tumeur maligne
L'épisode se termine bien car l'aimable gentleman finit par le libérer en lui donnant une lettre de change, ce qui l'initie à l'art de la spéculation, car il comprend que l'encombrant amas de pièces, intransportable et même douloureux, a un équivalent bien plus pratique en papier, négociable ici ou là, tout près ou très loin. Il en fait l'expérience lors de son voyage forcé en Amérique. Lorsqu'il se présente à son maître, le papier devient une véritable carte de visite, confirmant son identité et lui donnant d'emblée du crédit : comme par magie, le voici grâce à lui sur la longue route menant à la gentility, d'autant que ce papier, force de travail en soi capable de se reproduire sans effort, rapporte des intérêts. Ainsi, l'argent apparaît comme le seul agent libérateur : sans lui, on demeure rivé au passé, cloué dans la stagnation, et en définitive il n'y a plus d'histoire à raconter.

### Le thème de lagentility
Si la critique est unanime pour souligner que  ce thème est au centre du roman, l'usage que fait Defoe du Jacobitisme, l'a divisée en deux camps, celui des partisans de l'aspect exemplaire de cette ambition habitant Colonel Jack, et l'autre convaincu qu'il s'agit en réalité d'une conception erronée que trahit subtilement une présentation ambiguë, donc ironique.

#### D'une décennie à l'autre
Les années soixante soutiennent la thèse que Colonel Jack est la meilleure transcription romanesque de l'idée que Defoe se fait du gentleman que, d'ailleurs, il définit lui-même dans The Complete English Gentleman. Le titre d'un article paru en 1962 est en soi éloquent « Colonel Jack, définition par Defoe du gentleman anglais complet ». Mais dix années plus tard, la conformité de Jack aux normes du gentleman se voit bouleversée : selon Walton, ses ambitions sont faussées à la base, ce qui compromet l'authenticité de sa réussite, et implique de la part de Defoe une approche globalement ironique. de fait, l'engouement de Jack pour la cause jacobite devient suspect au regard des intentions de son créateur qui déteste ce mouvement ; d'autre part, le nom que Defoe a donné au personnage suggère une sorte de « bourgeois-gentilhomme » parvenu, ce qui confirme David Blewett dans sa théorie que les indices ne manquent pas pour différencier Colonel Jack d'un vrai gentleman,.

#### Ni tort ni raison

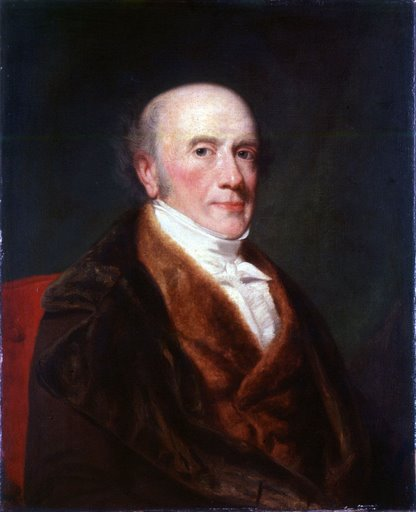
Alexander Baring, 1er Baron Ashburton, marchand au XVIIIe siècle.
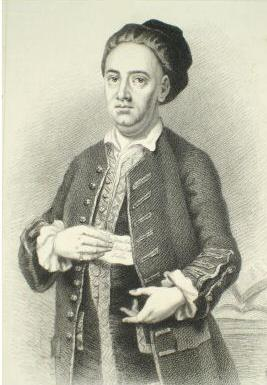
Edward Cave, gravure d'Edward Scriven d'après un tableau de Francis Kyte (en), c. 1740.
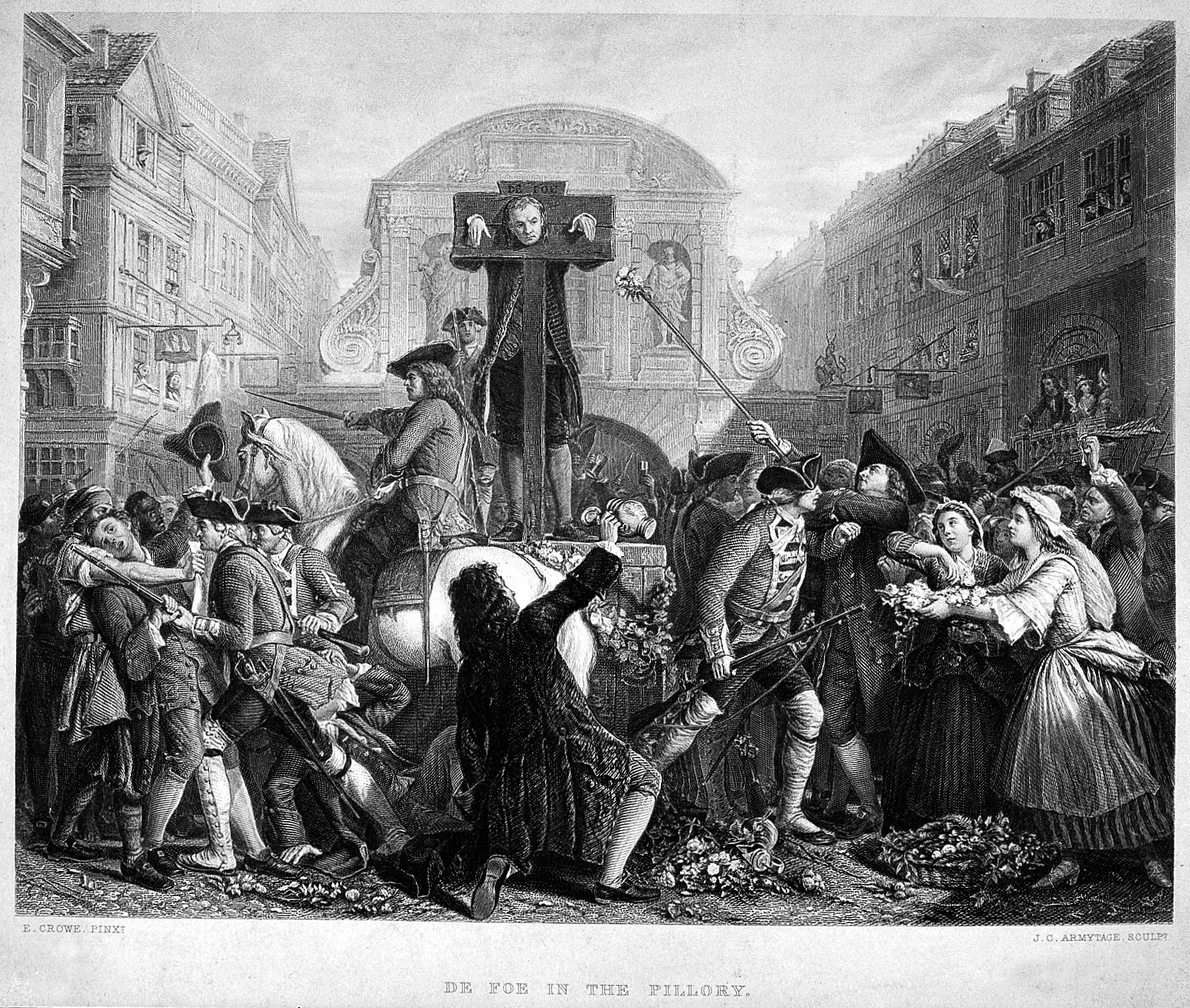
Defoe au pilori.
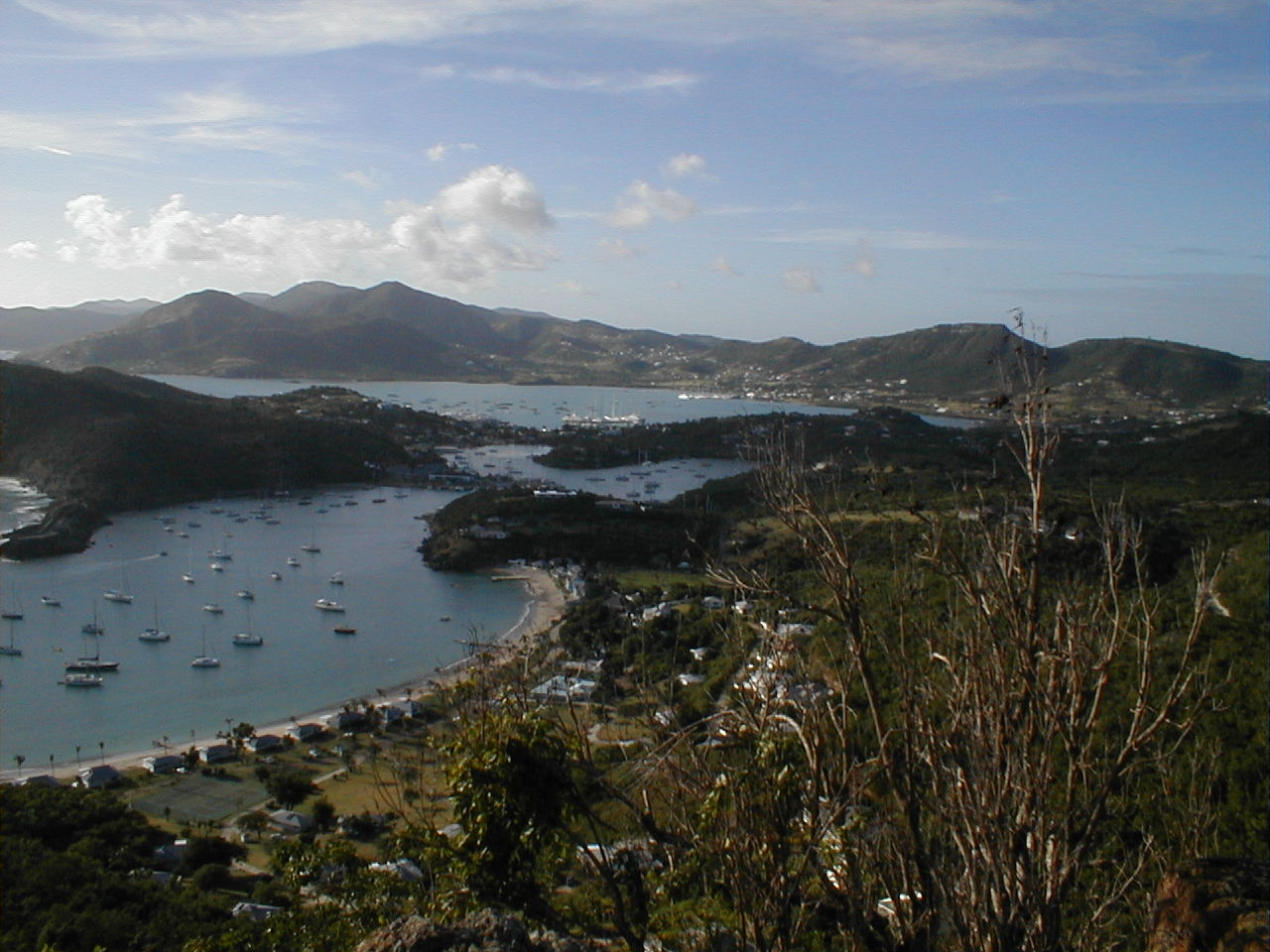
English Harbour et Falmouth Harbour à Antigue.

Le texte de Colonel Jack, à l'analyse, s'avère donner satisfaction aux deux camps, pour les raisons avancées par chacun d'eux et d'autres qu'ils n'ont pas perçues, par exemple que l'ironie de Defoe s'exerçant sur d'autres gentlemen que Jack, sa portée satirique est à la fois généralisante et individualisante, le lecteur étant poussé à se moquer de Jack mais tout autant des prétentieux auxquels il est confronté. De plus, il est à prévoir que Defoe, d'abord membre respecté d'une corporation prestigieuse de la Cité de Londres, puis rejeté après des déboires commerciaux et des prises de position jugées outrancières, ait, en créant son personnage, ressenti une certaine sympathie pour ses ambitions, quelque ridicules et ridiculisées qu'elles soient. Selon Paula R. Backsheider, la « valse-hésitation » de Colonel jack autour de la notion de gentleman paraît une thérapeutique romanesque à la soif de reconnaissance rongeant Defoe.
Sa vie durant, Jack tente de remplir les trois conditions fondatrices du statut de gentleman : la naissance, l'honneur, l'aisance financière. La définition de son idéal lui pose d'emblée un problème : le Gentleman Magazine d'Edward Cave vise un public de classe moyenne, bien différent du lecteur dilettante et cultivé, plus chic, disons aristocratique, à qui s'adresse son ancêtre le Gentleman Magazine de Peter Anthony Motteux. D'où son interrogation : qu'est-ce qu'un gentleman ? Un squire de campagne fort de sa terre et de ses prérogatives sociales, modèle paraissant adéquat lorsque le destin transportera Jack en Virginie où il ne se fera pas faute de traiter ses esclaves avec une compassion paternaliste, ou alors le business gentleman, exemple dominant dans le roman et en particulier lors de l'épisode des Îles Leeward à la fin du livre ? De toute façon, manque la naissance et demeure la marque infamante de la bâtardise, fût-elle de haut vol, au contraire de Defoe qui, lui, est fils légitime d'un commerçant qui finit par recevoir le statut de « marchand » (merchant (et non plus tradesman), très proche de celui de gentleman.
Pourtant, aussi bien l'auteur que le personnage croient en leur valeur intrinsèque : Defoe sera incarcéré et cloué au pilori en clamant son bon droit ; conscient du peu de chances qu'il laisse à son héros en le faisant naître ex nihilo, il entend provoquer le sourire devant la démesure de ses ambitions, mais aussi attirer la compassion, d'autant qu'il n'y a aucune raison de ne pas croire la nourrice qui affirme que les parents sont gens de qualité. Après tout, cette naissance est le fruit de l'immoralité de la bonne société de la Restauration qui est elle aussi dans le collimateur de Defoe.
De plus, écrit Élisabeth Soulier-Detis, « il n'est jusqu'à son nom qui ne connote à l'envi son infamante condition sociale originelle et son ambition mal placée ». Elle s'appuie en cela sur les travaux de David Blewett selon lequel le nom « jack » désigne un combiné de parvenu de basse extraction, particulièrement dans l'expression à la mode au XVIIIe siècle de Jack-gentleman, ce que à quoi s'ajoute le fait que les Jack sont, dans l'imaginaire populaire, des malfaiteurs nés.

#### Lagentilityjusqu'à l'obsession
Pour accéder au statut de « gentleman », trois conditions doivent être remplies : il y faut la naissance, l'honneur et, sinon la richesse, du moins l'aisance financière. Au départ, Jack n'a ni l'une ni les autres.
La carence nominative va se compenser par les partis qu'en tire le protagoniste. À l'instar de son créateur qui de James Foe s'est transformé en Daniel Defoe, lui s'annonce comme Colonel Jack alors qu'il restitue au gentleman le porte-feuille que lui a volé son complice ; et au cours du deuxième interrogatoire qu'il subit en Virginie, il laissera le planteur croire que Colonel est son prénom et Jack son patronyme. En fait, Colonel jack est un nom de guerre. Comme le fait remarquer Defoe dans Account of John Gow paru dans Applebee's Original Weekly Journal en 1725, Gow se fait appeler « Capitaine » sans détenir le moindre grade, pratique courante chez les pirates comme lui qui sont tour à tour chef, capitaine, commandant et plus. Lors de cet interrogatoire, « Jack tente de réécrire son passé de forfaiture pour lui conférer une tonalité plus prestigieuse ».
Les deux tentatives de Jack pour gagner du terrain sur le déficit d'honneur dont il souffre s'illustrent par deux campagnes militaires et trois duels ; rejoindre le Prétendant en 1708 et les rebelles en 1715 n'y contribue guère, vu que passer d'un camp à l'autre sans autre raison que de promouvoir sa carrière est un manquement sérieux à l'honneur tant convoité. Blewett fait remarquer qu'en tant que capitaine d'un régiment irlandais au service du roi de France, Jack a guerroyé contre les Autrichiens et les intérêts de l'Angleterre. Sa fausse route s'explique parce qu'il n'a cure des intérêts politiques en jeu et ne songe qu'aux grades que lui fait acquérir son brevet d'officier. Il s'est donc « trompé autant sur la gentility que sur le jacobitisme ». Élisabeth Soulier-Détis fait tout de même remarquer qu'« il y a quelque panache à revenir guerroyer alors que l'on est riche et bien installé dans le prospérité ». Certes, servant sous de mauvaises couleurs, le héros ne sort pas grandi de ses expériences militaires, mais « l'enthousiasme et la naïveté qui président à ses choix ont quelque chose d'enfantin, de touchant, voire de pathétique ». Ne dit-il pas lui-même « Cela m'a aiguisé l'ambition et mon seul rêve fut de devenir un officier gentleman, autant qu'un simple soldat gentleman »,.
Les duels apparaissent comme des épisodes manipulés par l'ironie de Defoe : lors du premier, alors qu'on lui intime de payer la traite de sa femme, Jack, qui ignore l'art de l'épée (« Il me faut reconnaître que bien qu'ayant appris beaucoup de belles et bonnes chose en France pour me donner l'apparence d'un gentleman; j'avais oublié l'essentiel, à savoir comment manier l'épée »,), n'est pas à son avantage, en robe de chambre et pantoufles, et de surcroît, ne comprenant rien aux intentions belliqueuses de son interlocuteur. Le deuxième sera un peu plus glorieux : entretemps, Jack a plus ou moins appris l'escrime et il réussit à blesser son adversaire le marquis. Quant au troisième, il n'aura tout simplement pas lieu, l'adversaire, gentleman de pacotille, refusant de dégainer et le différend se soldant par une rossée à la canne, puis le cassage de l'épée,.
Dès le début, l'importance de cette composante est soulignée par le héros en personne. Lorsque le major partage avec lui le butin qu'il a volé, il s'exclame : « C'était fort bienvenu pour moi qui, pour autant que je me considérais comme un gentleman et réfléchissais sur cette condition, n'avais jamais eu un shilling à moi de toute ma vie »,. Pourtant, Elisabeth Soulier-Détis est d'avis que la confusion que fait Jack entre l'argent, mal acquis ou non, et la qualité de gentleman qu'il confère à ses yeux, milite en faveur de la thèse prouvant que le personnage est présenté sur le mode ironique. Quand il est convaincu par Will de rejoindre un nouveau gang dont les membres se considèrent tous comme des gentlemen, il ne tarde pas à rectifier : « ce gentleman n'était ni plus ni moins qu'un gentleman voleur, un bandit bien plus criminel qu'un pickpocket »,,.
Il n'est pas étonnant qu'il reste en peine de cerner le concept du gentleman, et que, pour se simplifier les choses, il prenne la décision, à défaut d'en posséder l'esprit, d'en respecter la lettre. D'ailleurs, il déclare aimer le mot en soi, qui sonne bien à ses oreilles et qui l'accompagne partout où il se rend. Un changement radical va alors s'opérer, le déclic du remords après l'attaque de la vieille dame à Kentish Town : « et aussitôt, c'est entré au double dans ma tête, que j'étais sur la grand'route du diable et que sans le moindre doute ça n'avait rien à voir avec la conduite d'un gentleman »,. Voici une notion nouvelle : l'agent mal acquis ne peut servir à qualifier un gentleman, mais restent des transgressions. Lorsque, après leur désertion de l'armée, Captain Jack vole à sa place et ains le nourrit, Jack n'éprouve nulle componction à reprendre à son compte le commentaire de son complice : « Eh bien, les vieilles méthodes valent mieux que cette vie de gentleman affamé, comme on dit »,,.
La ligne de démarcation entre le bien et le mal acquis reste floue, et en cela Jack a de la compagnie, tant son nombreux les personnes, et non des moindres, qui admettent volontiers leurs entorses à la règle, le gouverneur de Cuba par exemple qui, sous le paravent de la légalité, confisque le bateau de Jack et accepte avec une hypocrisie consommée force cadeaux et pots-de-vin. Si la corruption généralisée ne disculpe pas Jack, au moins place-t-elle ses manquements dans un contexte d'illégalité permanente.

#### Conclusion
La question se pose : Jack est-il ou n'est-il pas un gentleman ? Bâtard, mais il n'y est pour rien ; souvent meilleur que ses supérieurs, mais sa lignée bien définie ; sans nom mais suppléant à cette carence en en faisant un atout ; repentant mais jacobite ; épéiste mais sans plus ; en compagnie de gens malhonnêtes, mais avide : trop de contrastes, trop d'ambiguïté. Cependant, le traitement ironique globalement appliqué, à l'exception des deux bienfaiteurs du héros, le marchand londonien et le planteur virginien, de même que la correspondance liant la vie du personnage à celle de son créateur, permettent de nuancer : « aussi faux et fabriqué que soit le statut de gentleman que Jack entend se donner, il contribue à une redéfinition du concept ». Jack émerge de la masse des médiocres et par exemple, à la différence des prétendus gentlemen qui passent leur vie à jurer comme un charron, lui privilégie la distinction des bonnes manières, considérant qu'il s'agit d'un cadeau que l'on se fait à soi autant qu'aux autres. Elles sont la marque du gentleman, et plus important encore, s'efforcer de vivre comme tel est encore, à l'heure du bilan, la signature la plus intimement authentique,.
Les critères sont donc sociaux, mais en partie seulement, car ils doivent être individuellement pondérés par la conscience personnelle de ce que l'on croit être au fond de soi. Richetti écrit que « Colonel Jack […] est moins une exaltation quelque peu naïve du potentiel de l'individu qu'une dramatisation des relations complexes entre le moi libre et les réalités sociales idéologiques que ce moi semble requérir »,.
Compte tenu des handicaps de départ, Jack a réussi dans l'espace du récit à établir une certaine identification entre lui et les composantes du gentleman à sa portée. En cela, il est resté fidèle au schéma directeur assigné aux héros de Defoe : « Defoe n'a de cesse d'isoler ses personnages and leur fait inventer à nouveau la civilisation […] Ils inventent des façons de se procurer ce dont ils ont impérieusement besoin, ils […] stratifient la société »,.

### De l'esclavage
L'emploi du terme « esclave » pour qualifier les ouvriers agricoles britanniques et africains dans les plantations américaines de Virginie ou du Maryland correspond à une description faite par la belle-mère de Moll Flanders qui déclare que les domestiques sous contrat aux colonies sont « appelés, de façon plus appropriée, des esclaves »,. Ainsi, Defoe regroupe sous le même mot tous les travailleurs des champs, qu'ils soient d'origine européenne ou africaine, encore que dans Colonel Jack, il ne montre au travail que des esclaves africains. Galenson fait pourtant remarquer que les domestiques blancs n'étaient jamais appelés « esclaves » parce que leurs maîtres étaient censés posséder leur force de travail, mais non leur personne,.
De fait, Jack, jeune Anglais blanc, a été vendu comme esclave en dépit de ses protestations : lui, « homme de substance » (Man of Substance), de ceux « qu'on ne vend pas comme esclaves » (were not people to be sold for Slaves), s'est retrouvé aux côtés de noirs, soumis à leur discipline de travail et de comportement, d'ailleurs éprouvant bientôt de la sympathie pour ces compagnons d'infortune ; c'est une fois promu surveillant qu'il a commencé à différencier les races. En 1722, explique l'historien W. J. Cooper, l'Angleterre ne distingue pas clairement entre les deux, si bien que le roman de Defoe se situe au moment même où le concept prend forme, justifiant a posteriori les mesures ayant été prises après la rébellion dite de Bacon presque un siècle auparavant en 1676. Blancs et noirs y avaient combattu fraternellement, mais si les premiers avaient été amnistiés, les seconds, eux, avaient été envoyés à la potence.
Quoi qu'il en soit, les esclaves africains se distinguent des Européens, non pas tant par la couleur de leur peau que par leur tempérament, que Jack décrit, comme « réfractaire et incorrigible », exigeant la vigilance des surveillants anglais et leur diligence à manier le bâton. Cette disposition caractérielle est attribuée à une carence de « civilisation » et de Christianisme. Lui, cependant, qui n'a pas le cœur à frapper sur quiconque, a substitué au châtiment corporel, « cette terrible tâche » un « secret heureux » dont il est l'inventeur, une manière de faire qui impose la discipline sans sévir avec « barbarie », comme la pratiquent ses collègues. C'est la théorie du « pardon » : menacer des pires calamités, brandir le châtiment, puis faire montre d'une immense pitié en pardonnant aussitôt, manière d'instiller dans ces esprits rebelles « les principes de gratitude » dont eux-mêmes devront faire preuve pour améliorer leur sort,. Il y a là une sorte de pari à la Pascal : vous n'avez rien à perdre et tout à gagner en pardonnant à tous et chacun et, ainsi, faire de vous de meilleurs ouvriers puisque vous serez reconnaissants de ne plus avoir à subir le fouet et les chaînes. Le maître n'en sera que plus heureux et vous aussi. Le message est bien compris puisqu'un esclave explique que « quand ils font la pitié, le nègre dit merci et il aime travail et fait encore plus travail »,. Désormais, le simulacre du pardon sera le meilleur agent de l'« intérêt », c'est-à-dire du rendement, et les esclaves, animés par la gratitude, expriment leur « amour » envers un maître si bon et si compatissant, image qui va se retrouver tout au long du siècle.

### Texte
- (en) Daniel Defoe, Colonel Jack, Oxford et New York, Oxford University Press, coll. « The World's Classics », 1989 (ISBN 0-19-282224-1), xxxiv et 313 (ouvrage de référence)
- (en) Daniel Defoe, Colonel Jack, Londres, Kessinger Publishing, 2004, 268 p. (ISBN 1-4191-1356-9)
- (en) Daniel Defoe, Defoe's Works, vol. 1, Londres, George Bell and Sons, York Street, Covent Garden, 1882, 543 p., « Captain Singleton and Colonel Jack », Classic Reprint Series, Forgotten Books, 2012, préface, notes dont certaines sont attribuées à Walter Scott.

### Traduction
- (en) Daniel Defoe (trad. de l'anglais par Michel Le Houbie), Colonel Jack, Paris, Phébus, coll. « Domaine romanesque », 2005, 299 p. (ISBN 2-7529-0090-2), éd. S. H. Monk.

### Ouvrages généraux
- (en) Margaret Drabble, Oxford Companion to English Literature, Londres, Guild Publishing, 1985, 1155 p.
- (en) Arnold Kettle, Introduction to the English Novel, New York, Northup Press, 2007, 204 p. (ISBN 978-1-4067-1952-9 et 1-4067-1952-8)
- (en) Ian Watt, The Rise of the Novel : Studies in Defoe, Richardson and Fielding, Berkely, University of California Press, 1957
- (en) Frank Wadleigh Chandler, The Literature of Roguery, Hardmondsworth, Penguin edition, 1969
- (en) Ernest Baker, History of the English Novel, vol. III, Londres, H. F. & G. Witherby, 1924, 306 p.

### Ouvrages spécifiques
- (en) Daniel Defoe, The Compleat English Gentleman,éd.K.D. Bümbring, Londres, David Nutt, 1890.
- (en) Virginia Woolf, Collected Essays, vol. I, Londres, 1919, « Defoe »
- Paul Dottin, Vie et Aventures de Daniel Defoe, Paris, Presses Universitaires de France, 1919
- (en) M. E. Novak, Defoe and the Nature of Man, Oxford, Oxford University Press, 1963
- (en) David Roberts, Introduction à Colonel Jack, Oxford et New york, Oxford University Press, coll. « The World's Classics », 1989, xxxiv (ISBN 0-19-282224-1)
- (en) Hal Gladefelder, « Defoe and criminal fiction », dans John Richetti, The Cambridge Companion to Daniel Defoe, Cambridge, Cambridge University Press, 2009 (ISBN 0521675057).
- (en) Ruth Mak, « Seeing something that was doing in the World : The Form of History in Colonel Jack », Eighteenth-Century Fiction, vol. 24, no 2,‎ hiver 2011–12 (lire en ligne, consulté le 7 novembre 2014)
- (en) John O'Brien, « Union Jack: Amnesia and the Law in Daniel Defoe's Colonel Jack », Eighteenth-Century  Studies, vol. 32, no 1,‎ 1998 (lire en ligne).
- (en) Deidre Shauna Lynch, « Money and character in Defoe's fiction », dans John Richetti, The Cambridge Companion to Daniel Defoe, Cambridge, Cambridge University Press, 2009.
- (en) Stuart Sim, « Daniel Defoe: The History and Remarkable Life of the Truly Honourable Colonel Jacque, Commonly Called Colonel Jack », The Literary Encyclopedia (consulté le 7 novembre 2014).
- (fr) Élisabeth Soulier-Detis, « Colonel Jack et l'image du gentleman : identification et différenciation », Bulletin de la société d'études anglo-américaines des XVIIe et XVIIIe siècles, Paris, no 32,‎ 1991, p. 57-66.
- (en) David Blewett, English Studies in Canada, n°4. 1, Oxford, Oxford University Press, 1989, « Jacobite and Gentleman:Defoe's use of Jacobitism in Colonel Jack ».
- (en) W. H. Mac Burney, « Defoe's Definition of the Complete English Gentleman », Studies in English Literature 1500-1900, Baltimore, Maryland, Johns Hopkins University Press, no 2,‎ 1962, p. 321-336.
- (en) James Walton, « The Romance of Gentility », Literary Monographs, University of Wisconsin Press, vol. 4,‎ 1971, p. 256 (ISBN 0299058603).
- (fr) Albert Pailler, Edward Cane and the Gentleman's Magazine, Lille, Presses Universitaires de Lille, 1975, p. 1-12.
- (en) Paula R. Backsheider, Daniel Defoe : His Life, Baltimore, Johns Hopkins University Press, 1992, 688 p. (ISBN 0-8018-4512-2, lire en ligne).
- (en) Donald Y. Greene, The Age of Exuberance : Backgrounds to Eighteenth-Century Literature, New York, Random House USA, Inc., 1988 (ISBN 0-394-30638-4), p. 36-42.
- (en) Paula R. Backsheider, Daniel Defoe, Ambition and Innovation, Lexington, University Press of Kentucky, 1987, 299 p. (ISBN 0-8131-1596-5), x, 219.
- (en) John J. Richetti, Defoe's Narratives, Oxford, Clarendon Press, 1975 (ISBN 0-19-812067-2), viii, 244.

## Citations du texte original
1. ↑  « what relates to our journey ».
2. ↑  « Circumstances formed [Jack] by necessity to be a thief ».
3. ↑  « considerable sums of money ».
4. ↑  « I thought myself a man now that I had got a pocket to put my money in ».
5. ↑  « 24 yeat together […] of levity and profligate wickedness ».
6. ↑  « the chain of causes and consequences ».
7. ↑  « This whetted my ambition, and I dreamt of nothing but being a Gentleman Officer, as well as a Gentleman Soldier ».
8. ↑  « I must own that tho' I had learn'd a great many good things in France to make me look like a gentleman ; I had forgot the main article, of learning how to use a sword ».
9. ↑  « This was very welcome to me, who, as much as I was of a Gentleman, and as much as I thought of myself upon that account, never had a shilling of money together before me, in all my life, not that I could call my own ».
10. ↑  « this gentleman was nothing more of les than a gentleman thief, a villain of a higher degree than a pick-pocket ».
11. ↑  « and now it came into my head with double force, that this was the high road to the Devil, and that certainly this was not the life of a gentleman ».
12. ↑  « Well, well, says he, the old ways are better that this starving life of a gentleman, as we call it ».
13. ↑  « more properly call'd slaves ».
14. ↑  « when they make de Mercy, the Negroe tell the great Tankee, and love to Worke, and do muchee Work ».

## Citations du texte des commentateurs
1. ↑  « Robinson Crusoe, Moll Flanders, and Colonel Jack have had their Admirers among the lower Rank of Readers ».
2. ↑  « can be explained only by techniques more familiar in the analysis of epic theatre ».
3. ↑  « few will dissent From the view that among all the works of this famously untidy novelist, this is the most conspicuously untidy novel ».
4. ↑  « delivering so many things almost in a equal number of words ».
5. ↑  « People like imagining the coin as an individual ».
6. ↑  « Time after time, Defoe isolates his characters and has them invent civilisation all over […] They invent ways to meet basic needs, they […] stratify society ».